# 中央戯劇学院

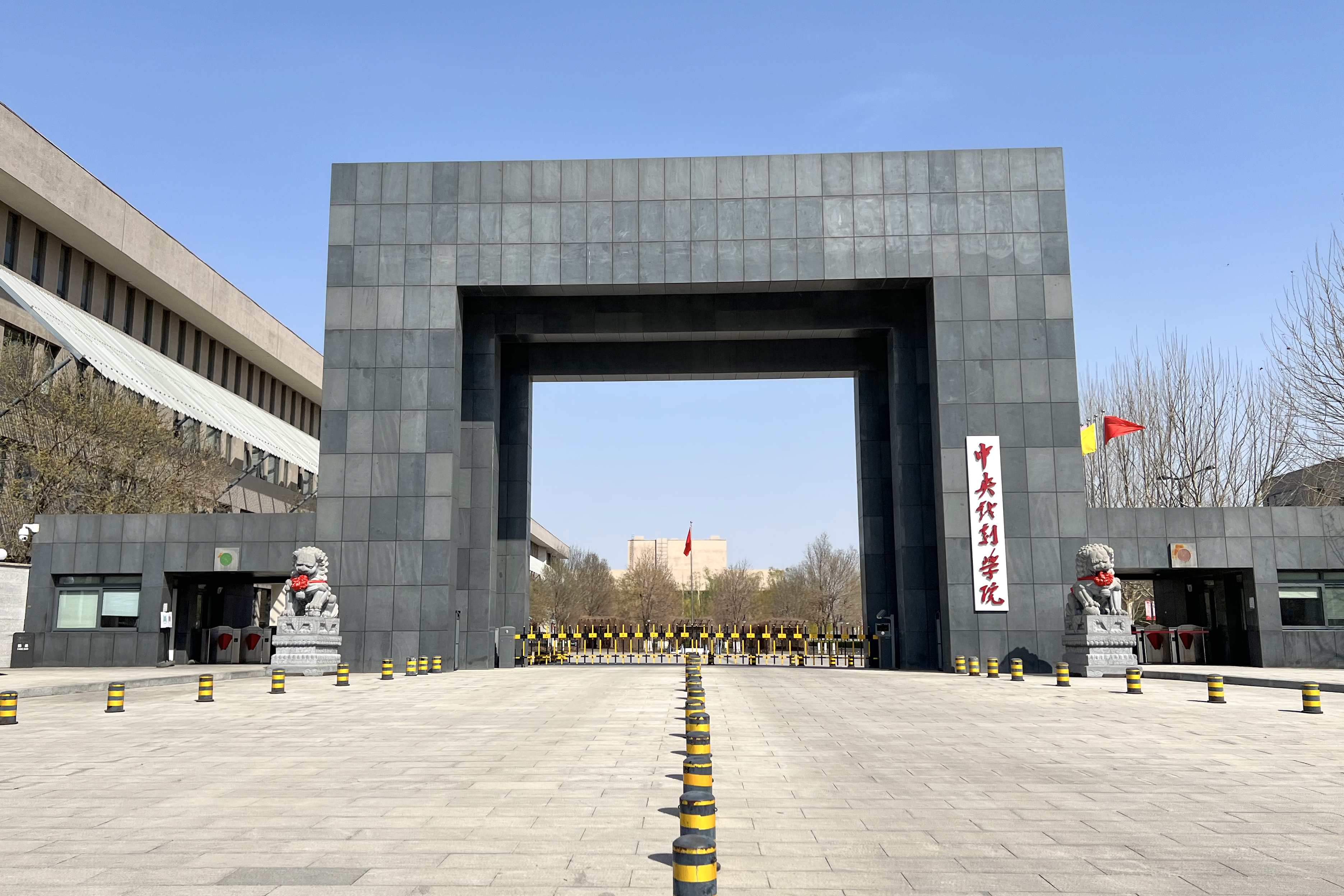
昌平キャンパス

中央戯劇学院（ちゅうおうぎげきがくいん、英: Central Academy of Drama、略称: 中戯〈ちゅうぎ、ヂョンシー、Zhong Xi〉）は、中華人民共和国の国立大学。1950年設立。演劇教育を専門とし、従来からの話劇（現代劇）俳優の他、近年は京劇など多様な演劇、演技芸術分野の教育も行っている。

## 概要
上海戯劇学院と共に中国を代表する演劇大学として名高い。前身は、魯迅芸術学院（延安）、華北大学文芸学院、南京国立戯劇専科学校の三校である。現在、中央戯劇学院の公式校史は、魯迅芸術学院を直接の前身とし、それに華北大学文芸学院、国立戯劇専科学校が合流したとしている。校区（キャンパス）は北京市東城区と昌平区にある。東城区東棉花胡同の校区は創立以来だが、都市開発規制で校舎新設ができず手狭になったので、昌平校区が2012年に開設された。2019年現在、昌平校区は本科(学部)一、二、三年生と研究生(大学院生)が学び、院長・党委書記の所在や主要事務部門など学院の本部機能も昌平校区にある。東城校区は本科四年生が学んでいるほか、学術誌『戯劇』編集部など研究部門の一部が置かれている。京劇系のように、東城校区では授業が無い系（コース）もある。
系（コース）は1950年代以来長く表演系(俳優養成)、戯劇文学系(劇作家養成および演劇理論研究)、導演系(演出家養成)、舞台美術系(舞台美術、照明、音響、衣装、メークなどの専門家養成)の四系だったが、21世紀に入って、電影電視系、戯劇管理系(2012年以前は芸術管理系)、戯劇教育系、偶劇系(人形劇)、舞劇系(ダンス)、音楽劇系(ミュージカル)、歌劇系(オペラ)、京劇系、電影電視系、戯劇学系が次々に作られた。さらに基礎教学部（外国語など教養課程）、影視芸術教育学院（成人教育）などがあり、少人数で教育するのが特徴である。
卒業生には俳優や映画監督を始め、映画・演劇(話劇)関係者も多い。現在は、教育部だけでなく文化部も管轄している。毎年行われる入学試験、特に表演系は中国全土から何万人もの俳優志望者達が受験する。表演系の入学試験では演技力や表現力に加え、正しい発音なども試され、合格するためには何千倍もの競争率に勝ち残らなければならない。
1990年代初頭までの計画経済下では、全国の劇団、映画撮影所などが必要とする俳優・スタッフの概数を把握できたので、その概数に基づいた各系の学生募集が行われており、必ずしも毎年学生募集があったわけではなかった。卒業生の就職も分配制で、各劇団などと戯劇学院が協議して学生の就職先を決定した。学生は希望は出せるが、その希望が通るとは限らなかった。一方で、学生は任地などの条件を問わなければ、基本的に就職先は保障された。
21世紀の今日では、戯劇学院自体の学生数増大、他大学での芸術系（戯劇系）新設などで演劇映画俳優志望の学生は増大し、もはや厳しい入試を突破し中央戯劇学院を卒業しても職業俳優の道が保障されているわけではない。1990年代中期以降は市場経済下で職業選択の自由が保障されたかわりに、戯劇学院は就職先の紹介をするだけで、学生は自力で就職先を探さなければならない。日本の大学と同様に、戯劇学院での専攻と就職先が一致しない場合も珍しくない。
「言葉のプロフェッショナル」を育成する機関としての特色を生かし、近年は海外からの語学留学生を多数受け入れていた。ただし2020年以降のコロナ禍で留学生受け入れを停止し、2022年秋から専門課程の留学生受け入れを再開したが、2025年現在語学留学は再開されていない。また、ミュージカル科は日本の劇団四季と関わりが深く、同劇団に入団し日本の舞台で活躍する卒業生も増えている。

## 出身著名人

### 男優
- 陳宝国
- 李保田
- 陳道明
- 姜文
- 張涵予
- 胡軍
- 郭涛
- 陳建斌
- 李亜鵬
- 王学兵
- 黄海冰
- 高虎
- 孫紅雷
- 夏雨
- 劉燁
- 呉樾

### 女優
- 呂麗萍
- コン・リー（鞏俐）
- 徐帆
- 陶紅
- チャン・ツィイー（章子怡）
- 梅婷
- 袁泉
- 秦海璐
- 陳好
- 張静初
- 湯唯
- 艾敬
- 王晶 (新疆ウイグル自治区出身の女優)
- 王晶 (山東省出身の女優)
- 劉筱筱

### 映画監督・舞台演出家
- 林兆華
- 張一白
- 張楊
- 孟京輝
- 王暁鷹
- 任鳴
- 陳思誠

### 中華圏外で活動する出身者
- 梶岡潤一
- 秋夢乃（鄭夢秋）
- 大塚シノブ（特待留学生）
- 松浦新（特待留学生）
- ウィンウィン（董思成）
- 中西悠綺

### 中国で活動する中華圏外出身者
- 松峰莉璃
- 鈴木美妃
- 高橋伸彰（映画監督）
- 横山洸大（舞台演出家）
- 坂上潤樹（俳優）

### 日本人関係者
- 松原剛(名誉教授、元日大芸術学部教授、テレビCMディレクターとは別人、故人)
- 鈴木忠志(外籍専家、演出家)
- 瀬戸宏(外籍専家、中国現代演劇研究家)